# Pyrrhura hoffmanni
Pyrrhura hoffmanni là một loài chim trong họ Psittacidae.